# Pňov-Předhradí
Pňov-Předhradí – gmina w Czechach, w powiecie Kolín, w kraju środkowoczeskim. Według danych z dnia 1 stycznia 2014 liczyła 535 mieszkańców.

## Galeria

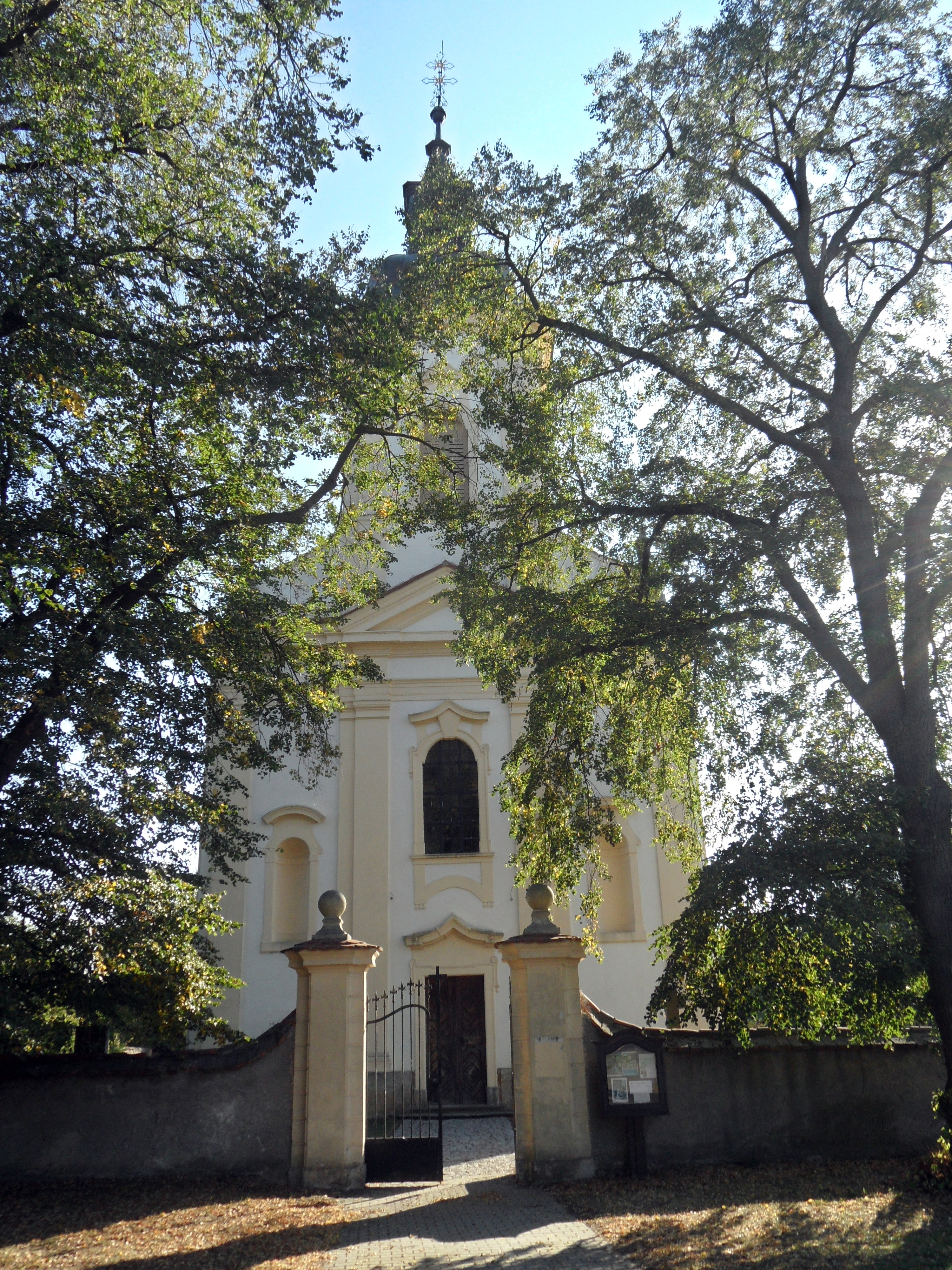
Kościół Wniebowzięcia Najświętszej Marii Panny
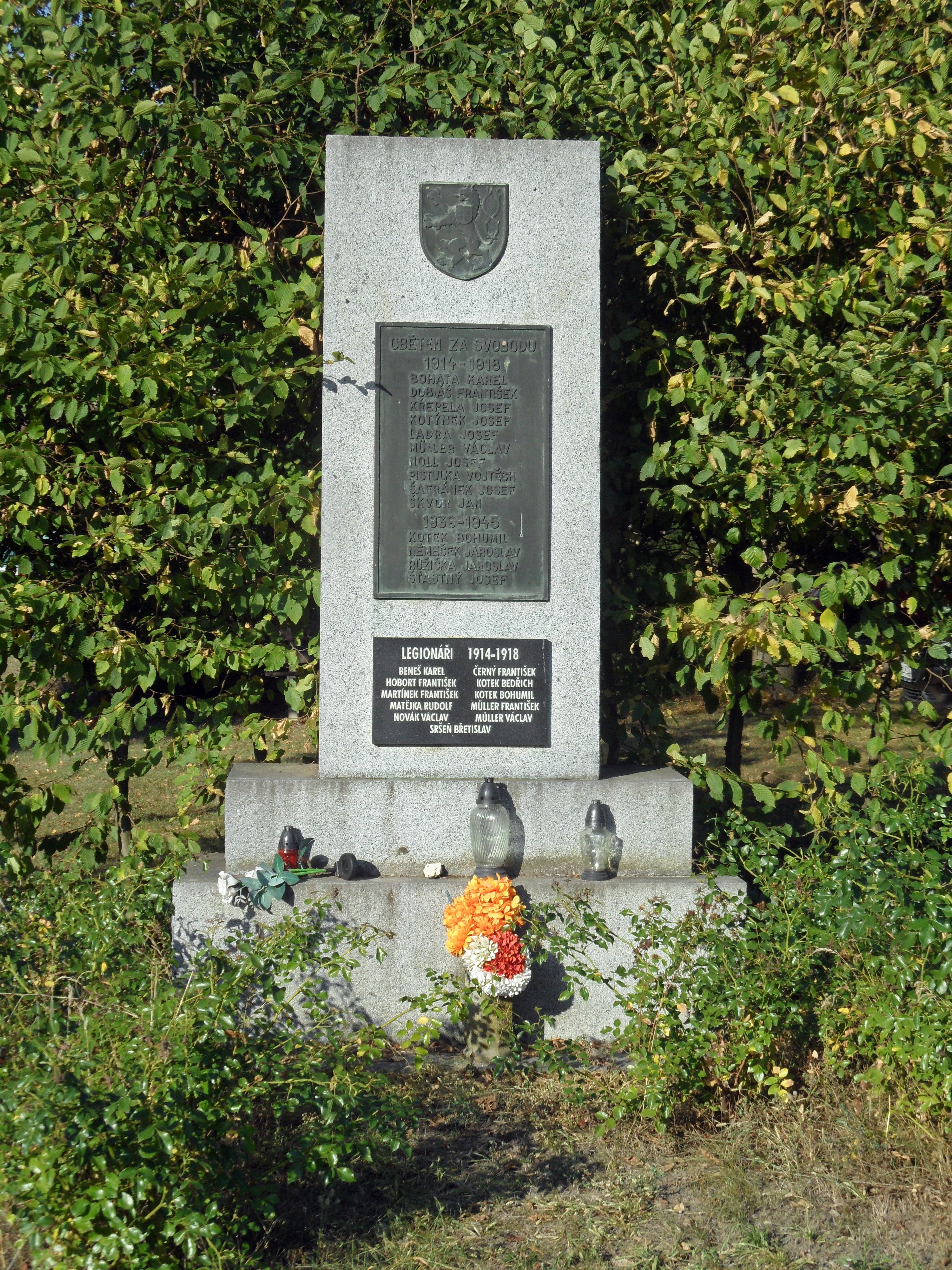
Pomnik poległych
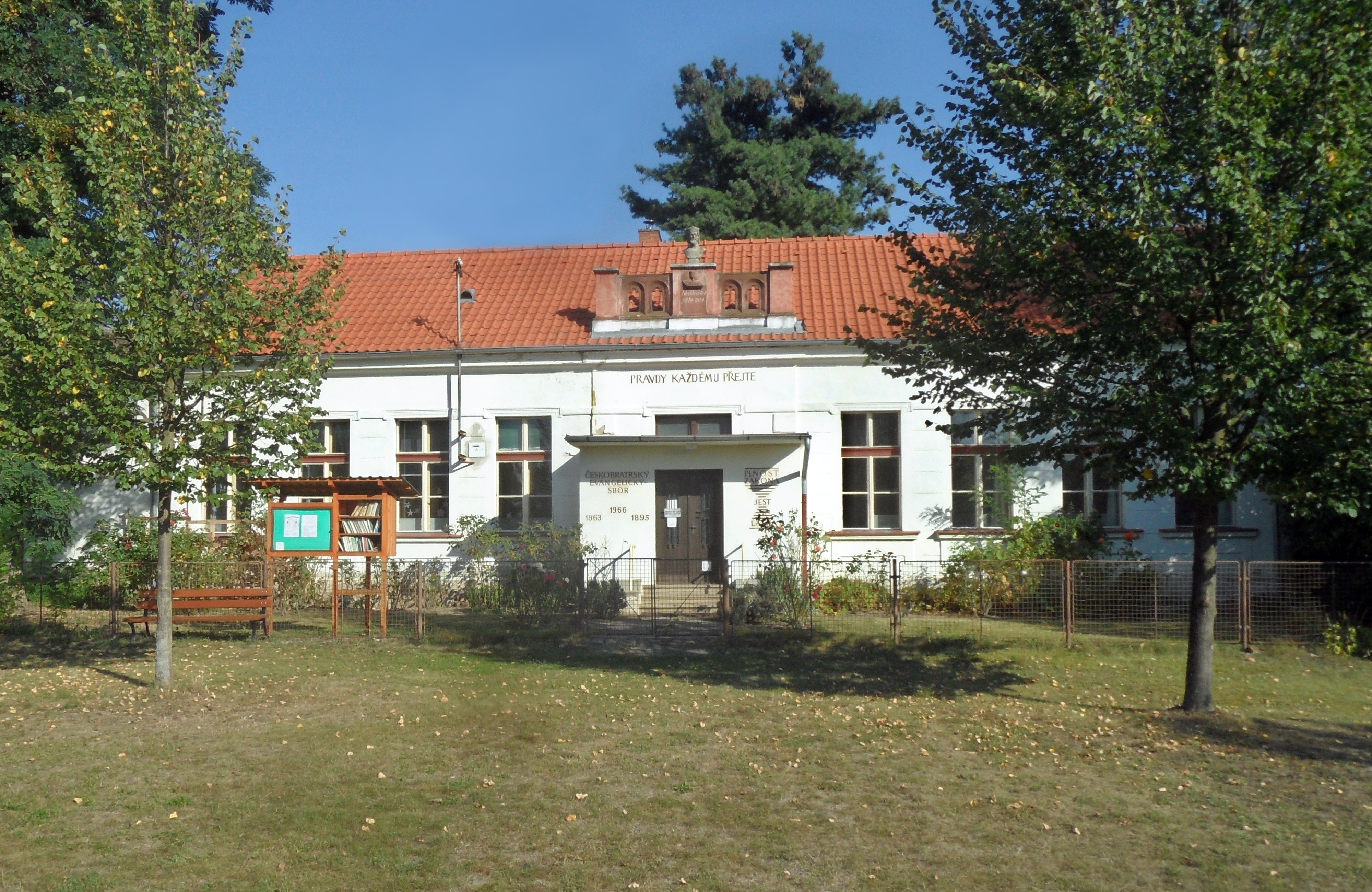
Ewangelickie Zgromadzenie Braci Czeskich
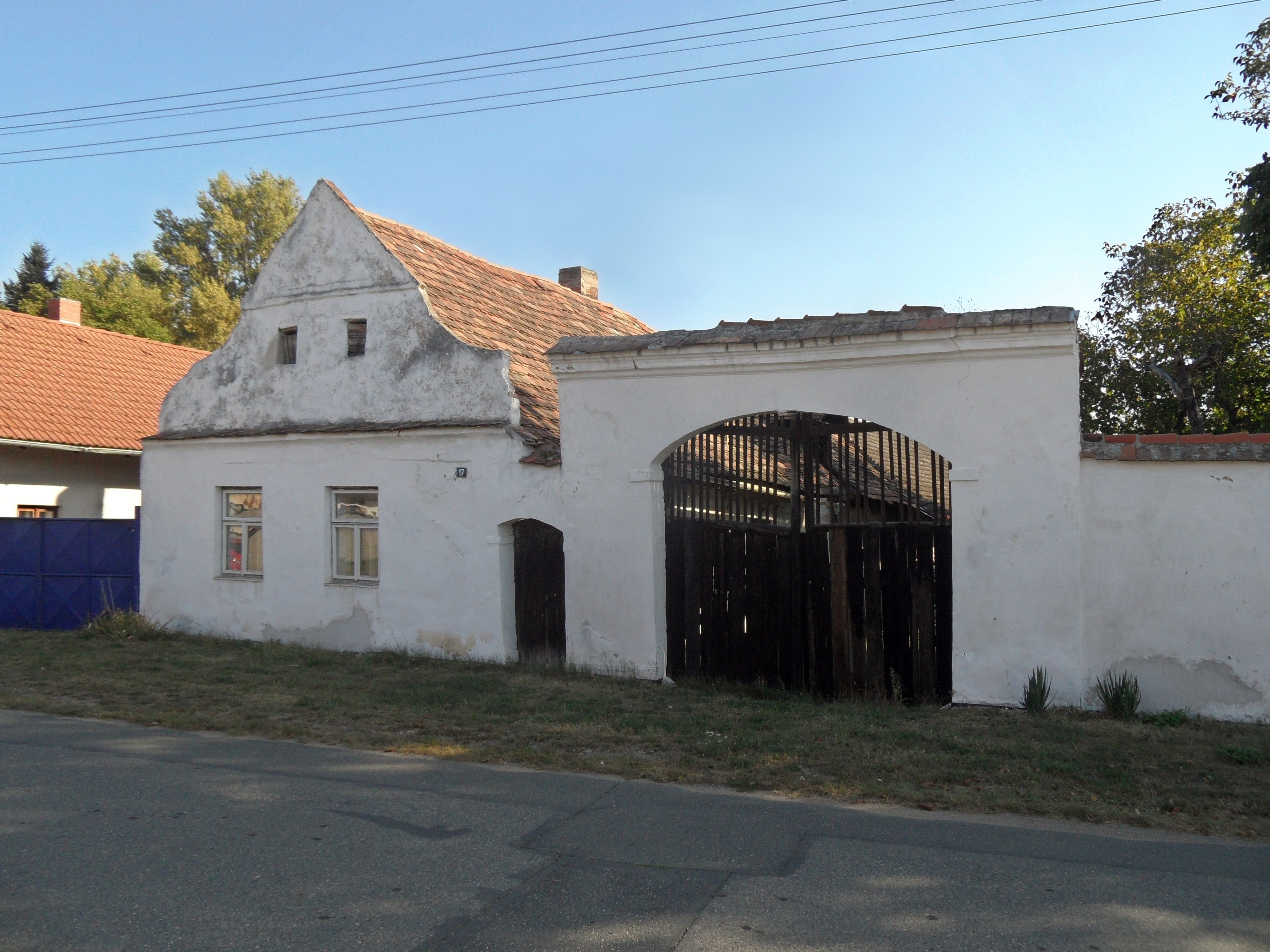
Zagroda nr 17
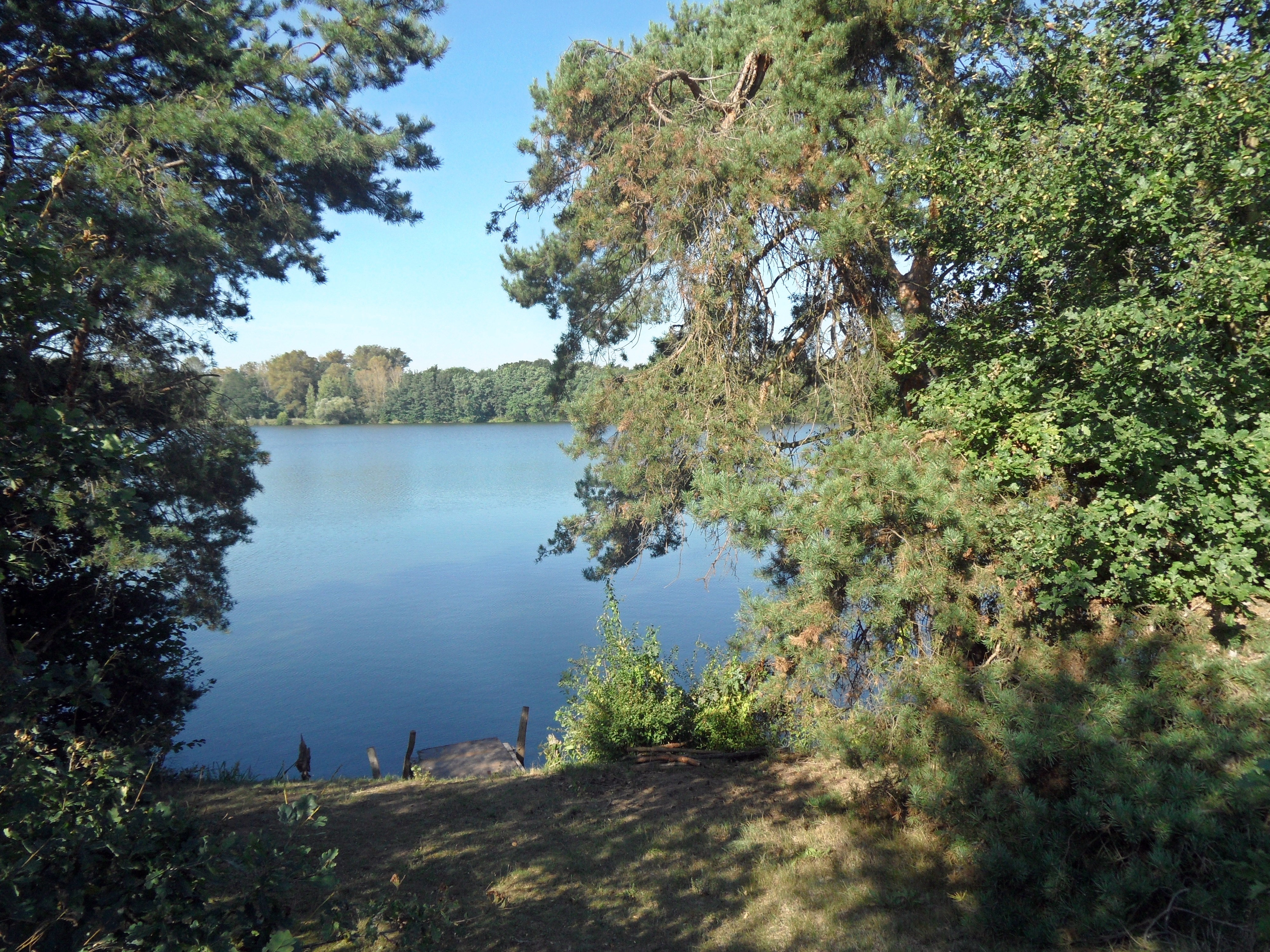
Jezioro
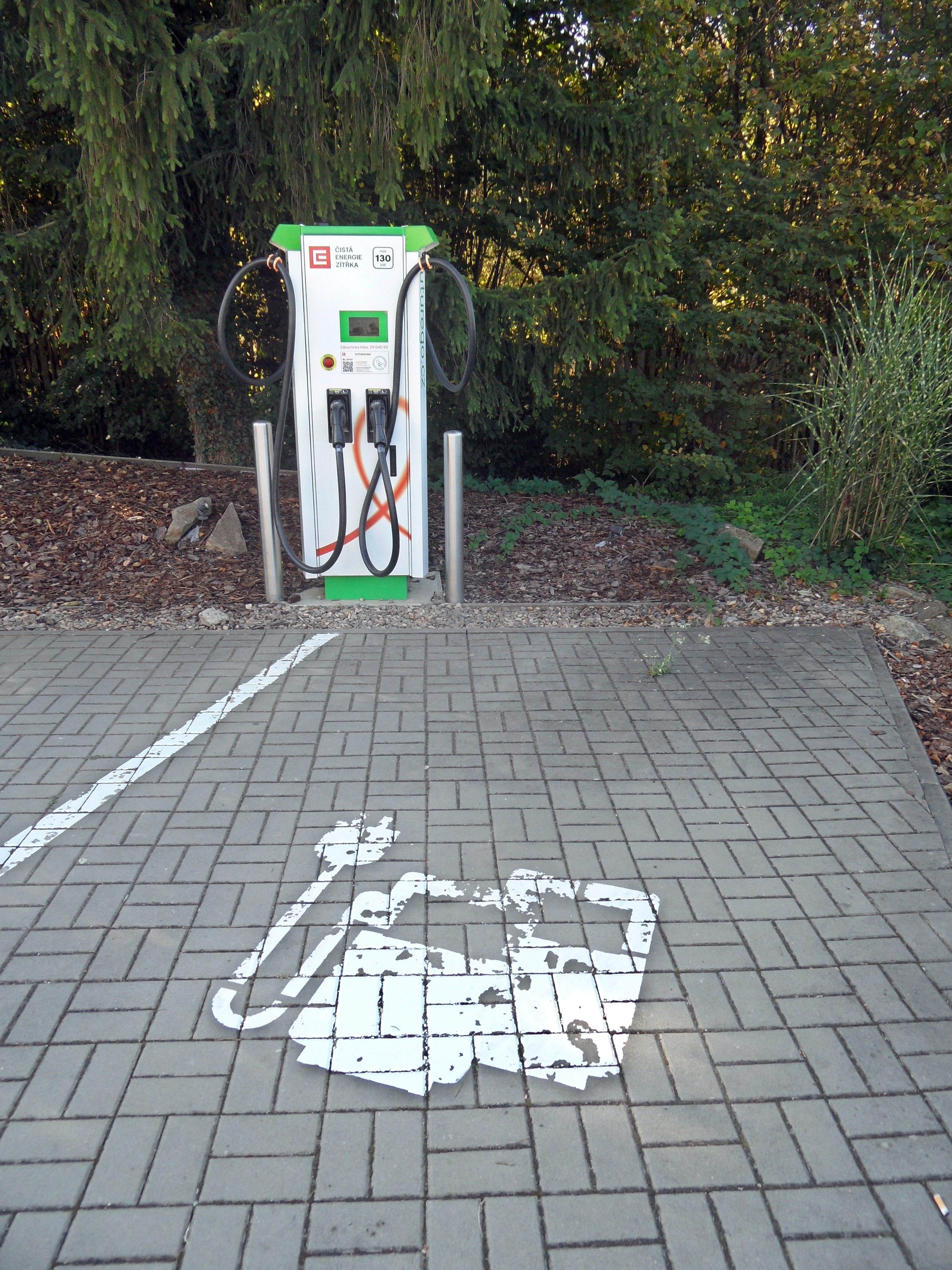
Stacja ładowania